# هکابه

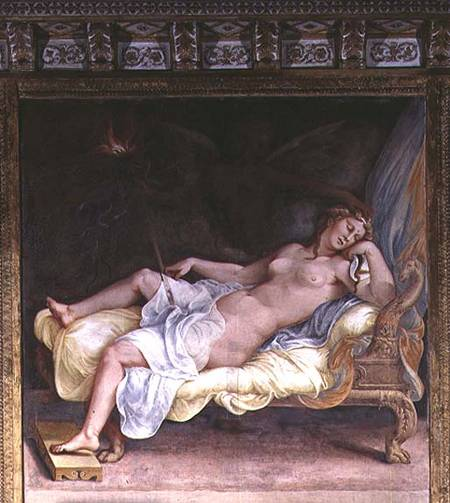
هکابه

هکابه یا هکوبا (به یونانی: Εκάβη)، (به انگلیسی: Hecuba یا Hekabe) در اسطوره‌های یونان، دختر دوماس و متوپه است.
با پریاموس ازدواج کرد و صاحب چندین فرزند شد. از جمله هکتور، پاریس، پولوکسنا، کرئوسا، لائودیکه، کاساندرا، پولودوروس. 
در جنگ تروا شوهر و فرزندان‌اش کشته شدند و به عنوان کنیز به اودوسئوس داده شد. پولومنستور را که پسرش پولودوروس را کشته بود، کور کرد و کودکان نوزادش را کشت. مدتی بعد به هکاته پناه برد و هکاته هم او را به سگ تبدیل کرد.